# 僕のコダクローム

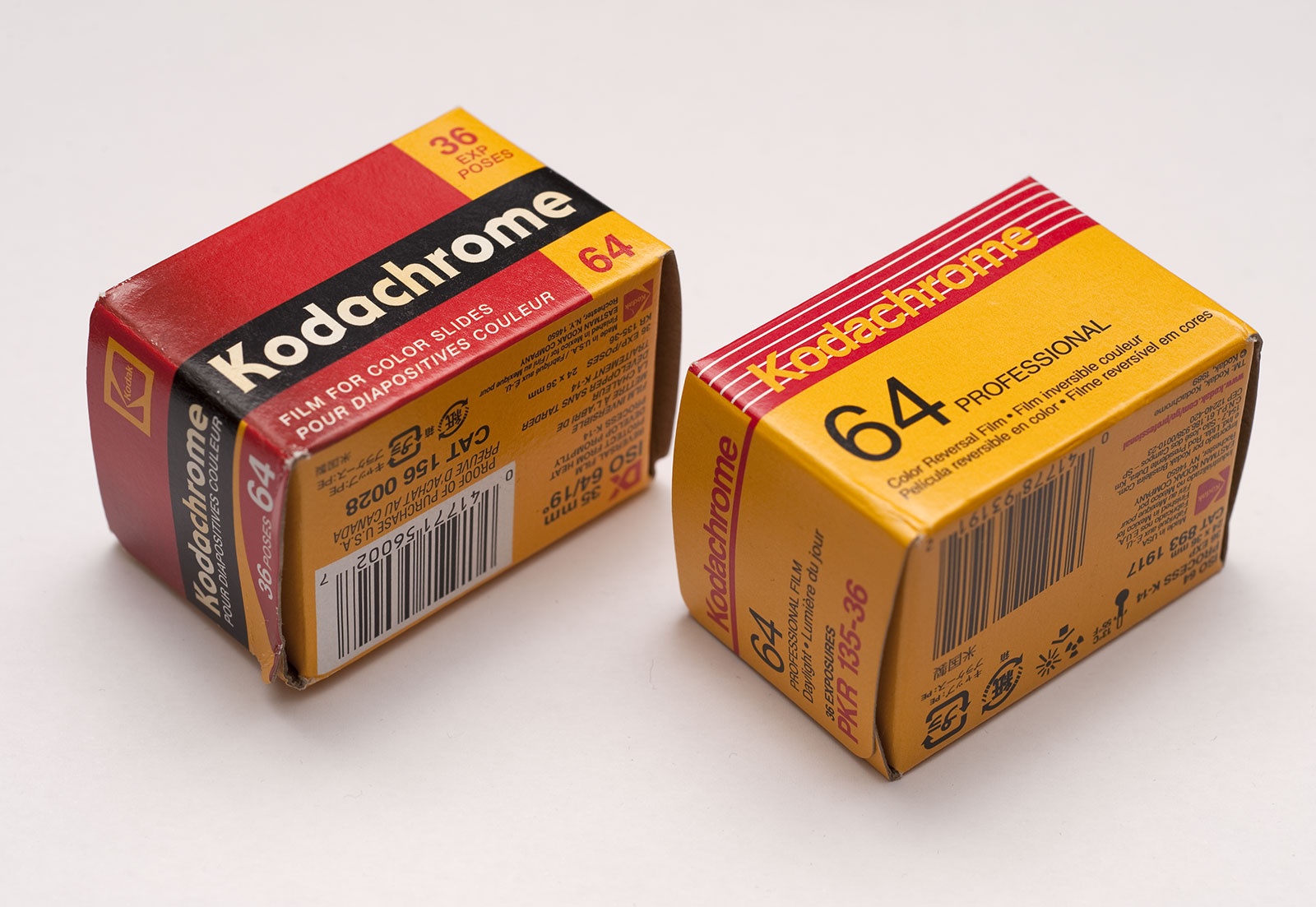
コダクロームの135フィルム。これは本作発表の翌1974年に発表された「コダクローム64」（2009年生産終了）。

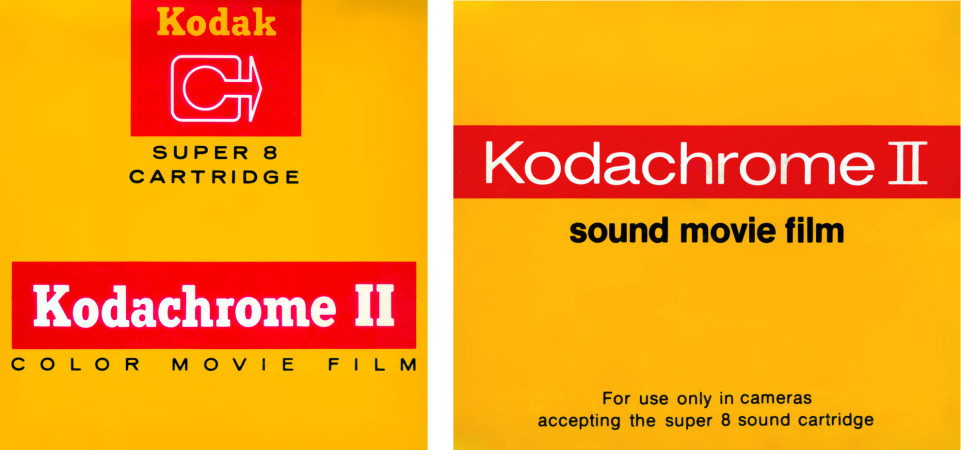
本作の生まれた1973年に現役だった「コダクロームII」。これは写真用ではなくスーパー8用フィルム。

「僕のコダクローム」（ぼくのコダクローム、英語: Kodachrome）は、ポール・サイモンが1973年に発表したシングルレコード、およびその表題曲である。同年発売のソロアルバム『ひとりごと』に、B面曲「君のやさしさ」とともに収録されている。

## 略歴・概要
題名中のコダクローム（Kodachrome）は、コダックのカラーリバーサルフィルム「コダクローム」のことである（リバーサルフィルムとは、現在一般的なカラーネガフィルムすなわち撮影したフィルムには明暗が反転した陰画があらわれ、それを反転してプリントすることが前提のフィルムとは異なり、撮影したフィルムに直接、見たままの像（陽画）があらわれ、スライドとしてスクリーンに投影したりすることができるカラー写真方式のフィルムである。ポジフィルムともいう）。本作が誕生した当時は、1961年に「コダクローム」（第1世代、1936年 - 1962年）に代わって登場した「コダクロームII」（第2世代）の時代であった。同銘柄は、本作発表の翌年である1974年に生産終了し、「コダクローム25」（第3世代、1974年 - 2001年）および「コダクローム64」（同、1974年 - 2009年）がとって代わった。コダクロームは、歴史上は先に登場した外式を唯一継続したリバーサルフィルムで根強い人気があった。
週末にあたる1973年5月19日、「ビルボードホット100」にチャートインし、5週後には9位に浮上、10位にはトニー・オーランド&ドーン「幸せの黄色いリボン」（Tie a Yellow Ribbon Round the Ole Oak Tree）、8位にはジョージ・ハリスン「ギヴ・ミー・ラヴ」（Give Me Love (Give Me Peace on Earth)）がランキングしていた。本作は米国ではメジャーヒット曲になり、「ビルボードホット100」では最高位2位、同じくビルボードの「ビルボード・アダルト・コンテンポラリー部門」でも最高位2位をそれぞれ記録した。英国ではシングルが発売されず、「アメリカントップ40」の初代DJケイシー・ケイサムによれば、英国放送協会（BBC）が商標を放送しないからだということである。
米国のイーストマン・コダック社は、「コダクローム」がコダックの商標であるとアルバムに明記し、かつ曲のタイトルの直後には登録商標マーク（®）を入れるよう求めた。1990年代末には、コダックは「コダクローム」フィルム製品の宣伝に、同曲を使用した。なお、日本のニコン社はこの曲にポール・サイモンが発音を間違えて自社製品をナイコンカメラと歌っているのを問題視していない。
オリジナル収録アルバム『ひとりごと』（1973年）における同曲の歌詞は、ライヴ盤『セントラルパーク・コンサート』（サイモン&ガーファンクル、1982年）や『ライヴ・イン・セントラルパーク』（ポール・サイモン、1991年）でのそれとは異なっている。前者では、...everything looks worse in black and white という部分が、後者では、...everything looks better in black and white と歌われている。シングルでは、同曲のフェイドアウトする末尾の前、インストゥルメンタルコーダの直前に、ポール・サイモンが「オーケイ」という単語を発するのが聞こえる。

## 演奏
マッスル・ショールズ・リズム・セクションがこのセッションにおいて演奏している。

## 発展・展開
2008年11月に行われたインタヴューで、ポール・サイモンは、同曲を書いたときに頭のなかに浮かんでいたものは、「ゴーイング・ホーム」という仮題で呼んでいた、という。しかしながら、このタイトルではあまりに「月並みすぎる」と感じ、「コダクローム」というタイトルを思いついた。「ゴーイング・ホーム」と音韻が似通っているということと、それ以上にイノヴェーティヴなポテンシャルをはらんでいるからである。同曲の「いちばん面白いところ」として、彼は冒頭の一行を挙げている。この冒頭の一行とは、When I think back on all the crap I learned in high school, it's a wonder I can think at all. というものである。Crap の一語のおかげで、いくつかのラジオ局では、同曲が放送禁止になった。
1990年代には、映画『コーンヘッズ』（監督スティーブ・バロン、1993年）、および『コップス&ロバーソン』（監督マイケル・リッチー、1994年）で、挿入歌に使用された。
2009年6月23日『産経新聞』の報道によれば、前日22日にコダックは同年内で「コダクローム」（第3世代）の製造販売を終了すると発表した。同紙は、「ポール・サイモンに歌われた名フィルムが退場」という題の記事で、本作に言及した。フィルムと同じく歌詞に登場する「ニコン」（現在は法人の名になっているが、元々は35mmフィルムカメラのカメラ名ないしブランド名）も、すでに2006年1月、銀塩フィルム式一眼レフ写真カメラ全8機種のうち6機種の生産終了、2機種の新規開発を終了し「事実上の撤退」と報道されている。ただし2014年現在、フラグシップ系列機「ニコンF6」の製造とマニュアル式普及機「ニコンFM10」の販売は継続されている。

## チャート
| 1973年チャート                   | 国                 | 最高位 |
| -------------------------------- | ------------------ | ------ |
| ARIAチャート                     | オーストラリアの旗 | 20位   |
| カナディアン・シングル・チャート | カナダの旗         | 1位    |
| ダッチ・トップ40                 | オランダの旗       | 15位   |
| 全国音楽出版組合チャート         | フランスの旗       | 8位    |
| ビルボードホット100              | アメリカ合衆国の旗 | 2位    |

## 収録アルバム
- 『ひとりごと』、ポール・サイモン、1973年
- 『セントラルパーク・コンサート（英語版）』、サイモン&ガーファンクル、1982年
- 『ライヴ・イン・セントラルパーク（英語版）』、ポール・サイモン、1991年
- 『ライヴ・ライミン』、ポールサイモン、2011年リマスター再発盤